# Капо Плаца
Капо Плаца, познат и по псеудонимом Лука Д'Орсо, италијански је репер. Рођен је 20. априла 1998. у Салерну, у скромној породици. Одрастао је у истом граду, проводећи младост у Пазтена дистрикту.

## Каријера
је прве риме написао 2011. године, са 13 година. Дебитовао је 2013. године под псеудонимом Капо Плаца, преко свог Јутјуб канала са песмом Sto giù.. Годину дана касније отишао је у Милано, где је снимио дует са Сфером Ебастомом.
Свој први албум Sulamente Nuje објавио је 2016. године, у сарадњи са репером Пепе Соксом. Следеће године потписује за  Sto Records, чији студио је у власништву Гхалија, што му је омогућило да стекне популарност својим синглом  Allenamento #2. Исте године избацује 2 сингла Giovane fuoriclasse и Non cambierò mai.
Капов 2 албум, под називом „20.” излази 2018. године. Албум је потпуно продуцирао Ava, италијански треп продуцент. Албум је постигао велики успех и популарност, пласирајући се на првом месту Classifica FIMI Album листе. На албуму се налазе синглови као што су Non cambierò mai, Giovane fuoriclasse и сингл Teslа који је снимљен у сарадњи са Сфера Ебастом и Дрефголдом.

## Музички утицаји
Као мали, Плаца је гледао спот песме Stronger Кање Веста. Спот га је заинтересовао да постане страствен према репу, а четири године касније је почео да пише своје прве риме. У интервјуу за Vanity Fair, Капо Плаца је открио да је део његове страсти мотивисан чињеницом да је тражио од ујака компакт-диск „са свим реперским песмама тог тренутка“. ЦД су сачињавали уметници попут Шон Пола, Џеј Зија, Лил Вејна и других. 

## Дискографија

### Студијски албуми
- 2016 -  Sulamente Nuje (са Пепе Смоком)

- 2018 - 20
- 2021 - Plaza

### Синглови
- 2013 - Sto giù
- 2014 - Tutti i giorni (са Sfera Ebbasta)
- 2015 - No Game (са Peppe Soks)
- 2016 - Nisida
- 2017 - Allenamento #2
- 2017 - Giovane fuoriclasse
- 2018 - Non cambierò mai